# Charles Henry Godden
Charles Henry Godden, CBE (* 19. November 1922; † 10. Juni 2020) war ein britischer Diplomat, der unter anderem zwischen 1982 und 1983 erster Gouverneur von Anguilla war.

## Leben
Charles Henry Godden trat am 24. April 1968 in den diplomatischen Dienst (HM Diplomatic Service) des Außenministeriums (Foreign and Commonwealth Office) ein. Er fand in der Folgezeit zahlreiche Verwendungen im Außenministerium sowie an Auslandsvertretungen. Er fungierte von 1976 bis 1978 als stellvertretender Hochkommissar (Deputy  High Commissioner) in Jamaika. Zugleich wurde er am 23. Juni 1976 Konsul in Haiti mit Dienstsitz in Kingston. Am 23. März 1978 wurde er als Nachfolger von David Le Breton zum Königlichen Kommissar (HM Commissioner) in Anguilla ernannt. Im Anschluss erfolgte am 1. April 1982 seine Ernennung zum ersten Gouverneur von Anguilla. Diesen Posten bekleidete er bis 1983 und wurde daraufhin im November 1983 von Alastair Turner Baillie abgelöst. Für seine Verdienste wurde er 1982 Commander des Order of the British Empire (CBE).